# Michie Koyama
Michie Koyama (ur. 3 maja 1959 w Iwate) – japońska pianistka, laureatka IV nagrody na XI Międzynarodowym Konkursie Pianistycznym im. Fryderyka Chopina (1985).

## Życiorys
Na fortepianie zaczęła grać w wieku pięciu lat. Naukę odbyła w Tokio, najpierw w średniej szkole muzycznej przy Uniwersytecie Tokijskim, a następnie na samym uniwersytecie na Wydziale Sztuk Pięknych i Muzyki.
W trakcie swojej kariery odniosła sukcesy na kilku konkursach muzycznych:
- Japoński Konkurs Studentów Pianistyki (1973) – I nagroda
- Międzynarodowy Konkurs Muzyczny w Tokio (1980) – półfinalistka
- Międzynarodowy Konkurs Muzyczny im. Piotra Czajkowskiego (1982) – III nagroda
- XI Międzynarodowy Konkurs Pianistyczny im. Fryderyka Chopina (1985) – IV nagroda

Po konkursowych sukcesach występowała w wielu krajach Europy i w Stanach Zjednoczonych. Współpracowała m.in. z Royal Philharmonic Orchestra i Filharmonią Berlińską. Wiele razy grała w Polsce, m.in. na Międzynarodowym Festiwalu Chopinowskim w Dusznikach-Zdroju (1999) i na festiwalu Chopin i jego Europa.
Była jurorem Konkursu Czajkowskiego (1994), Międzynarodowego Konkursu im. Marguerite Long i Jacques’a Thibaud (2004) i XVI Konkursu Chopinowskiego (2010).

## Repertuar i dyskografia
W jej repertuarze jest ponad 60 koncertów. Grywa utwory m.in. Fryderyka Chopina, Siergieja Rachmaninowa, Ferenca Liszta, Roberta Schumanna, Piotra Czajkowskiego, Maurice’a Ravela, Ludwiga van Beethovena, Wolfganga Amadeusa Mozarta, Johanna Sebastiana Bacha oraz Carla Marii von Webera. Nagrała wiele płyt, m.in. dla wytwórni Sony Music Entertainment.